# Бандар-лог

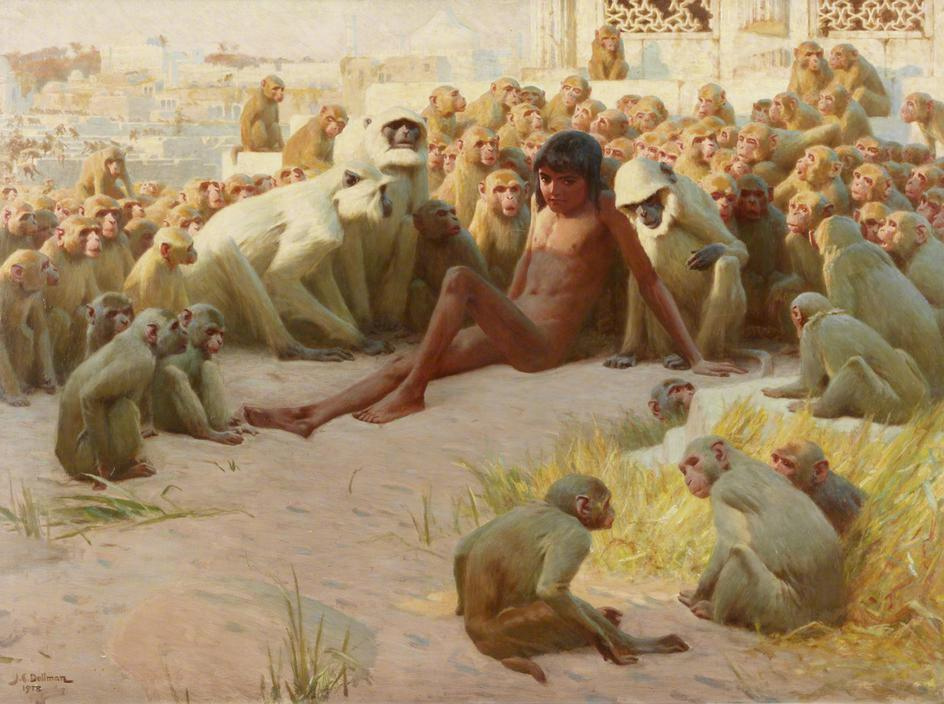
Бандар-лог на иллюстрации Джона Чарльза Доллмана

Банда́р-лог (хинди बन्दर-लोग, англ. Bandar-log) — вымышленный обезьяний народ из «Книги джунглей» английского писателя Редьярда Киплинга. В некоторых переводах с английского употребляется во множественном числе — бандар-логи. Часто используется также слово бандерлоги, в том числе и в английском языке (англ. banderlog, сам Киплинг рекомендовал произносить как англ. Bunder).

## Бандар-лог у Киплинга
Киплинг так пишет о Бандар-логе: «Они все собираются избрать себе вожака, составить собственные законы, придумать собственные обычаи, но никогда не выполняют задуманного, потому что их памяти не хватает до следующего дня. В оправдание себе обезьяны сочинили поговорку: „То, о чём Бандар-лог думает теперь, джунгли подумают позже“». В «Книге джунглей» больше всего о Бандар-логе можно прочитать в рассказе «Охота питона Каа», в котором Бандар-лог похищает Маугли, заметив его сходство с обезьянами. Маугли не может удержаться от смеха, слыша, как обезьяны твердят: «Мы велики! Мы свободны! Мы достойны восхищения! Достойны восхищения, как ни один народ в джунглях! Мы все так говорим — значит, это правда!». Отношение к Бандар-логу в мире Киплинга соответствует отношению к касте париев в Индии.

### Дорожная песня Бандар-лога
Рассказ «Охота питона Каа» дополняет «Дорожная песня Бандар-лога», демонстрирующая сильную приверженность Киплинга к стихотворной форме. Ритм строк следует продвижению обезьян сквозь деревья, каждая строфа заканчивается горделивым «Братец, твой зад украшен хвостом!», но в последнем четверостишии ритм песни сваливается в корявую прозу, подчёркивающую ничтожность самовосхвалений:

Так примыкайте же к нам, прыгающим по ветвям,

Там, где легка и гибка вьётся лоза по стволам.

Путь наш отмечен дымом и громом, что мы издаём.

Верьте, верьте, много славных дел свершить удастся нам!Оригинальный текст (англ.)Then join our leaping lines that scumfish through the pines,

That rocket by where, light and high, the wild-grape swings.

By the rubbish in our wake, and the noble noise we make,

Be sure - be sure, we're going to do some splendid things!— перевод М.А. Фромана
На русский язык песню переводили С. Г. Займовский, В. П. Бетаки, М. А. Фроман, В. В. Лунин.

## Критические интерпретации
Юрий Лотман считает, что в «Книге джунглей» Р. Киплинга организованное поведение героизированных животных противопоставлено бессмысленным и непредсказуемым действиям бандар-логов с их мнимой организацией. По мнению Лотмана, с позиций впервые сталкивавшихся с человеком животных, поведение раннего человека выглядело именно как поведение бандар-логов. Лотман отмечает, что «сумасшедшие» с точки зрения животного мира люди на самом деле чрезвычайно эффективны в своих взаимодействиях с животными, так как животные не могут предсказывать поведение человека, и их сопротивление потому неэффективно.
По мнению Александра Долинина, Бандар-логи у Киплинга — это подложные братья Маугли, которые противопоставили себя остальному сообществу зверей, безответственные демагоги демократического толка, постоянно болтающие, но неспособные к действию.
Мартин Файдо заявляет, что интеллектуалы сознательно подвергаются сатире в образе Бандар-лога — обезьян, играющих с сомнительными идеями, но ничего не достигнувшими сами; и что такое описание оскорбило множество взрослых читателей и привлекло досадные восторги антиинтеллектуально настроенных обывателей. В то же время, как предполагает М. Фидо, в 1894 году этот образ мог успешно использоваться как провокационное описание салонных эстетов, ценящих высокомерную злобу и не пытающихся улучшить жизнь вокруг себя.
Сдержанный приём Киплинга во время его визита во Францию в 1901 году объяснялся современниками, помимо прочего, восприятием парижскими литературными кругами Бандар-лога как скрытой сатиры на французское общество того времени. По мнению Лористона Уорда, такое ошибочное восприятие было вызвано непониманием английского юмора.
Питер Фирчоу считает киплинговских бандерлогов аллегорическим изображением США.
Писатель и биограф Роджер Ланселин Грин среди «не воспринимающих волшебство» читателей упоминает критиков, отчаянно пытающихся найти в книге политическое содержание и спорящих о том, представляет ли Бандар-лог американцев, либералов или же других не ведающих закона «незначительных варварских племён» — в зависимости от того, кого, по мнению этих критиков, Киплинг стремился оскорбить на момент написания.

## Экранизации
Бандар-лог присутствует в полнометражном мультфильме «Книга джунглей» (The Walt Disney Company, 1967 год). Несмотря на то, что у Киплинга упоминается отсутствие вожака у Бандар-лога, в диснеевской версии появляется обезьяний король Луи, орангутан. В фильме «Книга джунглей 2» (2003 год) Бандар-лог присутствует уже без вожака.
В аниме «Книга джунглей: Маугли» (Jungle Book: Shounen Mowgli, студия Nippon Animation, 1989) у Бандар-лога также есть вожак — обезьяна-альбинос.
В советском мультипликационном сериале «Маугли» (студия Союзмультфильм) второй фильм — «Маугли. Похищение» (1968 год) — основан на рассказе «Охота питона Каа» и посвящён похищению Маугли Бандар-логом и его освобождению. В кульминационной сцене фильма Каа освобождает Маугли, гипнотизирует обезьян и командует им «подойдите ближе» перед тем, как Багира и Балу уводят Маугли. По мнению Сергея Кузнецова, это «самый яркий образ смерти во всей мировой мультипликации».

## След в искусстве
- «Les bandar-log» — наиболее известная[15] оркестровая композиция Шарля Кеклена.
- Короткий отрывок из мультфильма «Маугли» — («Вы слышите меня, бандерлоги? — Мы слышим тебя, Каа…») — был процитирован в песне «Шестой лесничий» с одноимённого альбома группы «Алиса» (1989)[источник не указан 2219 дней][значимость факта?].
- В 2022 году лидер группы «Ногу свело!» Максим Покровский выпустил видеоклип «Поколение Z», в котором он призвал россиян, поддерживающих военную агрессию против Украины, перестать «быть бандерлогами»[16][17].

## Другие применения термина
- «Bandar Log» — название регбийной команды из Марселя, основанной в 1980 году[18].
- На военном жаргоне «бандерлоги» — военнослужащие подразделений специального назначения ГРУ Генштаба, такое обозначение связано с тем, что подготовка офицеров спецназа предполагает обучение начальным основам акробатики и углублённое обучение иностранным языкам[19].
- 15 декабря 2011 года во время прямого эфира в программе «Разговор с Владимиром Путиным. Продолжение» В. В. Путин процитировал фразу «Идите ко мне, бандерлоги», говоря об оппозиционно настроенных гражданах, которые «действуют в интересах иностранного государства и на иностранные деньги»[20]. Упоминание бандерлогов сделало это слово в последующие недели одним из наиболее обсуждаемых в российских СМИ и блогосфере[21][22][23][24][25]. Противостояние удава Пуу и негативно настроенных по отношению к нему бандерлогов было обыграно в выпуске проекта «Гражданин поэт» от 19 декабря[26]. В ходе подготовки митинга «За честные выборы» 24 декабря в Москве и других городах активно обыгрывались ассоциации из Киплинга[27]. В конце года журнал «Большой город» включил слово «бандерлог» в итоговый список слов, которые появились или получили новые значения в 2011 году[28], а лингвист Максим Кронгауз в декабре 2011 года привёл упоминание Путиным «бандерлогов» как один из примеров появившихся в современной речи «звериных» переносов, обозначающих неразличимость и безгласность человеческой массы, наряду с появившимися ранее и показавшими бунтарские тенденции «хорьками» и «сетевыми хомячками» и отметил: «Как сложатся отношения „бандерлогов“ с „удавом Каа“, покажет будущее»[29].
- Некоторые интернет-издания называют этим словом крайних украинских националистов, последователей Степана Бандеры[30].